# Djibouti Airlines
Pour les articles homonymes, voir DJB.
Djibouti Airlines (code AITA : D8, code OACI : DJB), était une compagnie aérienne djiboutienne basée à Djibouti.

## Histoire
Créée en 1996, cette compagnie a disparu en 2009, à la suite de la perte de sa licence d’exploitation commerciale.

## Destinations

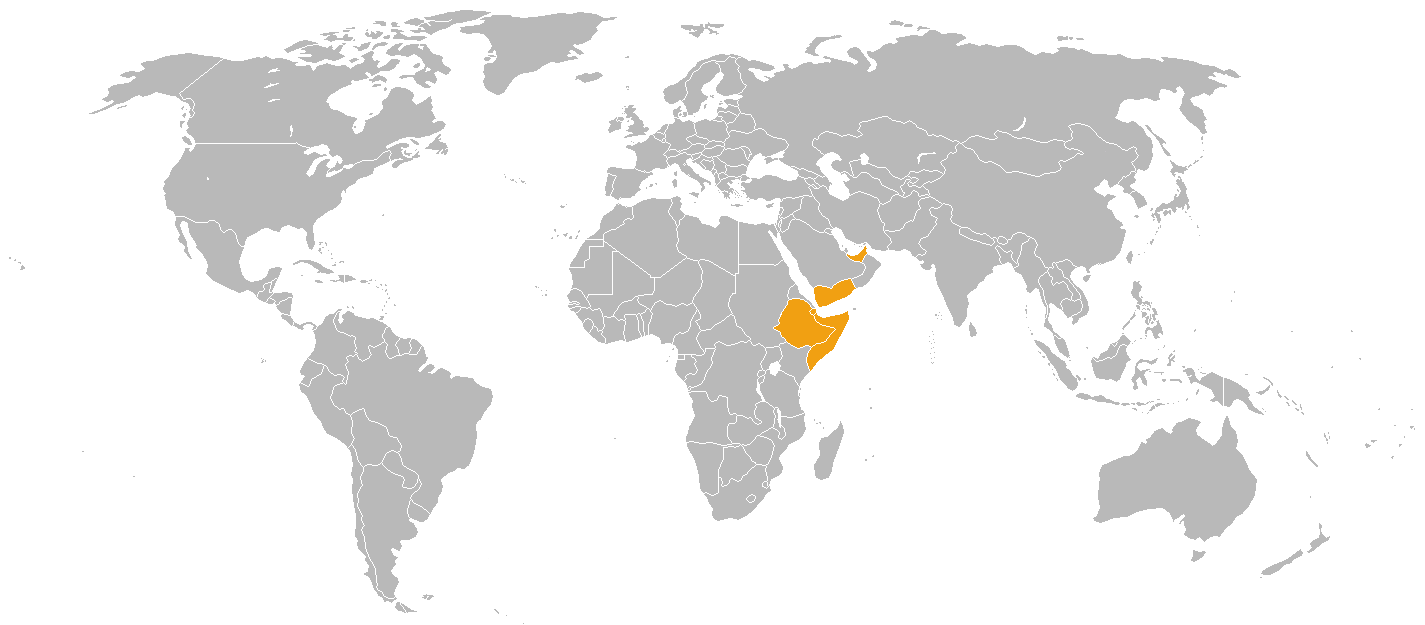
Destinations de Djibouti Airlines

## Équipement
Voici la liste des modèles d'avion que la compagnie possédait en juin 2009:
- Antonov An-12
- Antonov An-24RV
- Iliouchine Il-18
- Iliouchine Il-76